# Discografia di Melanie Martinez
La discografia di Melanie Martinez, cantautrice statunitense, comprende tre album in studio, tre EP e dieci singoli.

## Album in studio
| Anno                                                         | Titolo | Classifiche | Classifiche | Classifiche | Classifiche | Classifiche | Classifiche | Classifiche | Classifiche | Classifiche | Classifiche | Certificazioni                                  |
| Anno                                                         | Titolo | USA         | AUS         | CAN         | IRE         | ITA         | NLD         | NZL         | POR         | SPA         | UK          | Certificazioni                                  |
| ------------------------------------------------------------ | --- | ----------- | ----------- | ----------- | ----------- | ----------- | ----------- | ----------- | ----------- | ----------- | ----------- | ----------------------------------------------- |
| 2015                                                         | Cry Baby - Pubblicato: 14 agosto 2015 - Etichetta: Atlantic - Formati: CD, LP, MC, download digitale, streaming | 6           | 27          | 10          | 41          | 18          | 65          | 21          | 23          | 6           | 32          | - USA: Platino (2) - CAN: Platino - UK: Platino |
| 2019                                                         | K-12 - Pubblicato: 6 settembre 2019 - Etichetta: Atlantic - Formati: CD, LP, MC, download digitale, streaming   | 3           | 6           | 10          | 7           | 11          | 8           | 8           | 2           | 6           | 8           | - USA: Oro - UK: Oro                            |
| 2023                                                         | Portals - Pubblicato: 31 marzo 2023 - Etichetta: Atlantic - Formati: CD, LP, download digitale, streaming       | 2           | 1           | 3           | 3           | 20          | 8           | 1           | —           | 8           | 2           |                                                 |
| "—" indica una pubblicazione non classificata in quel paese. | |             |             |             |             |             |             |             |             |             |             |                                                 |

## Extended play
| Anno                                                         | Titolo | Classifiche | Classifiche | Classifiche |
| Anno                                                         | Titolo | USA         | POR         | UK          |
| ------------------------------------------------------------ | --- | ----------- | ----------- | ----------- |
| 2014                                                         | Dollhouse - Pubblicato: 19 maggio 2014 - Etichetta: Atlantic - Formati: CD, LP, download digitale                  | —           | —           | —           |
| 2016                                                         | Cry Baby's Extra Clutter - Pubblicato: 25 novembre 2016 - Etichetta: Atlantic - Formati: LP                        | —           | —           | —           |
| 2020                                                         | After School - Pubblicato: 25 settembre 2020 - Etichetta: Atlantic - Formati: CD, LP, download digitale, streaming | 74          | 19          | 70          |
| "—" indica una pubblicazione non classificata in quel paese. | |             |             |             |

## Singoli
| Anno                                                         | Titolo                        | Classifiche | Classifiche | Classifiche | Classifiche | Certificazioni                          | Album di provenienza     |
| Anno                                                         | Titolo                        | USA         | CAN         | IRE         | UK          | Certificazioni                          | Album di provenienza     |
| ------------------------------------------------------------ | ----------------------------- | ----------- | ----------- | ----------- | ----------- | --------------------------------------- | ------------------------ |
| 2014                                                         | Dollhouse                     | —           | —           | —           | —           | - USA: Platino (2) - CAN: Platino       | Dollhouse                |
| 2014                                                         | Carousel                      | —           | —           | —           | —           | - USA: Platino - CAN: Platino           | Dollhouse                |
| 2015                                                         | Pity Party                    | 104         | —           | —           | 175         | - USA: Platino - CAN: Platino           | Cry Baby                 |
| 2015                                                         | Soap                          | —           | —           | —           | —           | - USA: Platino - CAN: Oro - UK: Argento | Cry Baby                 |
| 2015                                                         | Sippy Cup                     | —           | —           | —           | —           | - USA: Oro                              | Cry Baby                 |
| 2015                                                         | Gingerbread Man               | —           | —           | —           | —           |                                         | Cry Baby's Extra Clutter |
| 2017                                                         | Piggyback                     | —           | —           | —           | —           |                                         | Singolo senza album      |
| 2020                                                         | Copy Cat (feat. Tierra Whack) | —           | —           | —           | —           |                                         | Singolo senza album      |
| 2020                                                         | Fire Drill                    | —           | —           | —           | —           |                                         | Singolo senza album      |
| 2020                                                         | The Bakery                    | —           | —           | —           | —           |                                         | After School             |
| 2023                                                         | Death                         | 95          | —           | 66          | 67          |                                         | Portals                  |
| 2023                                                         | Void                          | 61          | 51          | 51          | 44          |                                         | Portals                  |
| 2023                                                         | Evil                          | —           | —           | —           | —           |                                         | Portals                  |
| "—" indica una pubblicazione non classificata in quel paese. |                               |             |             |             |             |                                         |                          |

### Singoli promozionali
| Anno                                                         | Titolo                                    | Classifiche | Classifiche | Album di provenienza |
| Anno                                                         | Titolo                                    | USA         | CAN         | Album di provenienza |
| ------------------------------------------------------------ | ----------------------------------------- | ----------- | ----------- | -------------------- |
| 2012                                                         | Toxic (The Voice Performance)             | —           | —           | /                    |
| 2012                                                         | Lights (The Voice Performance)            | —           | —           | /                    |
| 2012                                                         | Bulletproof (The Voice Performance)       | —           | —           | /                    |
| 2012                                                         | Hit the Road Jack (The Voice Performance) | —           | —           | /                    |
| 2012                                                         | Cough Syrup (The Voice Performance)       | —           | —           | /                    |
| 2012                                                         | Seven Nation Army (The Voice Performance) | 86          | 55          | /                    |
| 2012                                                         | Too Close (The Voice Performance)         | 94          | 76          | /                    |
| 2012                                                         | Crazy (The Voice Performance)             | 115         | 99          | /                    |
| 2012                                                         | The Show (The Voice Performance)          | —           | —           | /                    |
| "—" indica una pubblicazione non classificata in quel paese. |                                           |             |             |                      |

## Altri brani entrati in classifica
| Anno                                                         | Titolo            | Classifiche | Classifiche | Classifiche | Classifiche | Certificazioni                              | Album di provenienza |
| Anno                                                         | Titolo            | USA         | IRE         | POR         | UK          | Certificazioni                              | Album di provenienza |
| ------------------------------------------------------------ | ----------------- | ----------- | ----------- | ----------- | ----------- | ------------------------------------------- | -------------------- |
| 2015                                                         | Cry Baby          | —           | —           | —           | —           | - USA: Oro - CAN: Oro                       | Cry Baby             |
| 2015                                                         | Alphabet Boy      | 124         | —           | —           | —           | - USA: Oro                                  | Cry Baby             |
| 2015                                                         | Training Wheels   | —           | —           | —           | —           | - USA: Platino - UK: Argento                | Cry Baby             |
| 2015                                                         | Tag, You're It    | —           | —           | —           | —           | - USA: Oro                                  | Cry Baby             |
| 2015                                                         | Milk & Cookies    | —           | —           | —           | —           | - USA: Oro                                  | Cry Baby             |
| 2015                                                         | Pacify Her        | 115         | —           | —           | —           | - USA: Platino - UK: Argento                | Cry Baby             |
| 2015                                                         | Mrs. Potato Head  | 105         | —           | —           | —           | - USA: Oro - CAN: Oro                       | Cry Baby             |
| 2015                                                         | Mad Hatter        | —           | —           | —           | —           | - USA: Platino - UK: Argento                | Cry Baby             |
| 2015                                                         | Play Date         | —           | 45          | 119         | 78          | - USA: Platino (2) - CAN: Oro - UK: Argento | Cry Baby             |
| 2015                                                         | Cake              | —           | —           | —           | —           | - USA: Oro                                  | Cry Baby             |
| 2019                                                         | Show & Tell       | 114         | —           | —           | —           |                                             | K-12                 |
| 2023                                                         | Tunnel Vision     | 109         | —           | —           | —           |                                             | Portals              |
| 2023                                                         | The Contorsionist | 103         | —           | —           | —           |                                             | Portals              |
| 2023                                                         | Nymphology        | 119         | —           | —           | —           |                                             | Portals              |
| 2023                                                         | Evil              | 107         | —           | —           | —           |                                             | Portals              |
| "—" indica una pubblicazione non classificata in quel paese. |                   |             |             |             |             |                                             |                      |

## Video musicali
| Anno | Titolo                          | Regista/i                     |
| ---- | ------------------------------- | ----------------------------- |
| 2014 | Dollhouse                       | Nathan Scialom & Tom McNamara |
| 2014 | Carousel                        | Adam Donald                   |
| 2015 | Pity Party                      | Melanie Martinez              |
| 2015 | Sippy Cup                       | Melanie Martinez              |
| 2015 | Soap/Training Wheels            | Melanie Martinez              |
| 2016 | Cry Baby                        | Melanie Martinez              |
| 2016 | Alphabet Boy                    | Melanie Martinez              |
| 2016 | Tag, You're It/Milk and Cookies | Melanie Martinez              |
| 2016 | Pacify Her                      | Melanie Martinez              |
| 2016 | Mrs. Potato Head                | Melanie Martinez              |
| 2016 | Mad Hatter                      | Melanie Martinez              |
| 2019 | Wheels on the Bus               | Melanie Martinez              |
| 2019 | Class Fight                     | Melanie Martinez              |
| 2019 | The Principal                   | Melanie Martinez              |
| 2019 | Show & Tell                     | Melanie Martinez              |
| 2019 | Nurse's Office                  | Melanie Martinez              |
| 2019 | Drama Club                      | Melanie Martinez              |
| 2019 | Strawberry Shortcake            | Melanie Martinez              |
| 2019 | Lunchbox Friends                | Melanie Martinez              |
| 2019 | Orange Juice                    | Melanie Martinez              |
| 2019 | Detention                       | Melanie Martinez              |
| 2019 | Teacher's Pet                   | Melanie Martinez              |
| 2019 | Highschool Sweethearts          | Melanie Martinez              |
| 2019 | Recess                          | Melanie Martinez              |
| 2020 | The Bakery                      | Melanie Martinez              |
| 2023 | Death                           | Melanie Martinez              |
| 2023 | Void                            | Melanie Martinez              |
| 2023 | Tunnel Vision                   | Melanie Martinez              |
| 2024 | Faerie Soirée                   | Melanie Martinez              |
| 2024 | Light Shower                    | Melanie Martinez              |
| 2024 | Spider Web                      | Melanie Martinez              |
| 2025 | Leeches                         | Melanie Martinez              |